# Селенид индия(III)
Селенид индия(III) — бинарное неорганическое соединение
индия и селена с формулой In2Se3 
(соль селеноводородной кислоты),
чёрные кристаллы.

## Физические свойства
Селенид индия(III) образует чёрные кристаллы нескольких модификаций :
- α-In2Se3, тригональная сингония, пространственная группа R 3m, параметры ячейки a = 0,4052 нм, c = 2,8765 нм, Z = 3, устойчива до температуры 200°С;
- β-In2Se3, гексагональная сингония, пространственная группа P 61, параметры ячейки a = 0,711 нм, c = 1,934 нм, Z = 6, устойчива в интервале температур 200÷650°С;
- γ-In2Se3, кубическая сингония, устойчива в интервале температур 650÷750°С;
- δ-In2Se3, устойчива в интервале температур 750÷890°С;

Является полупроводником.